# Nabu-apla-iddina
Nabû-apla-iddina, ca. 888 – 855 a. C., fue el sexto rey de la Dinastía de E de Babilonia, y reinó durante 32 años. Durante gran parte de su reinado se enfrentó con un rival significativo, el rey de Asiria, Asurnasirpal II, pero fue capaz de evitar un enfrentamiento directo, y evitó pérdidas territoriales. Mantuvo un conflicto de bajo nivel, que incluyó ayuda a rebeldes asirios en Suhu. Más tarde, concluyó un tratado con el siguiente rey asirio, Salmanasar III. Internamente, Nabu-apla-iddina trabajó en la reconstrucción de templos, y tuvo lugar un renacimiento literario, con la copia de muchos trabajos antiguos.

## Biografía
El siglo IX a. C. estuvo marcado por una recuperación, después de la terrible inestabilidad de los ciento cincuenta años precedentes, caracterizados por las invasiones arameas. Fue el segundo gobernante de cuatro generaciones sucesivas de su familia. Su padre, Nabu-shuma-ukin I, le había precedido, y fue sucedido por su hijo, Marduk-zakir-shumi I. La Crónica sincrónica de reyes le hace contemporáneo del rey asirio, Aššur-nāṣir-apli II, aunque su reinado coincidió también con el de Salmanasar III.
Proporcionó tropas al estado de Suḫu, en el valle del Éufrates, como parte de una revuelta en 878 a. C., contra Aššur-nāṣir-apli II. El gobernador de la fortaleza de Suru se había negado a pagar el tributo asirio, provocando la ira de aquel. El propio hermano de Nabu-apla-iddina, Zabdanu, y el adivino, Bel-apli-iddina condujeron el ejército de 3000 hombres, que fueron derrotados y hechos prisioneros. Aunque Aššur-nāṣir-apli proclamó haber conquistado las fortalezas fronterizas de Hirimmu y Harutu, en sus inscripciones, esto puede ser una repetición de las campañas de su padre, Tukulti-Ninurta II.
Durante su reinado hubo un cambio en la moda, por ejemplo, en la corona de plumas, que es sustituida por una cúpula puntiaguda, como tocado del rey.